# 2022 LS16
2022 LS16 est un objet transneptunien faisant partie des objets épars, il a un diamètre estimé à 220 km. 
2022 LS16 est mal connu avec un arc d'observation de 28 jours et a été découvert en cherchant une cible potentielle pour la sonde New Horizons.